# Teodor Rus
Teodor Cristian Rus, né le 30 avril 1974 à Aiud, est un footballeur roumain, aujourd'hui devenu entraîneur.

## Palmarès
- Demi-finaliste de la Coupe d'Allemagne en 1999 avec le Rot-Weiss Oberhausen